# Sinopia

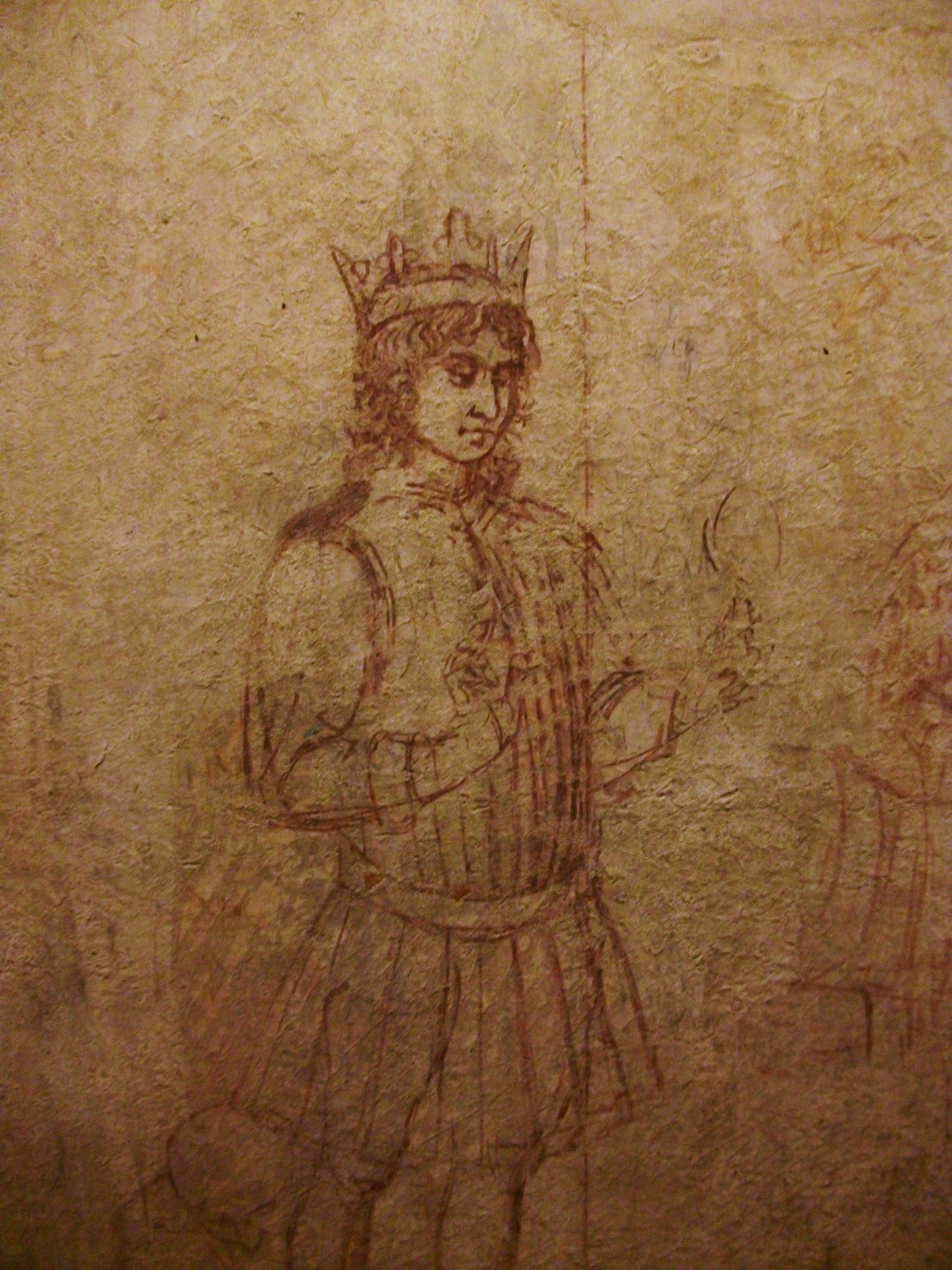
Een sinopia met een afbeelding van een koning, in het Museum van Sinopie in Pisa, Italië.

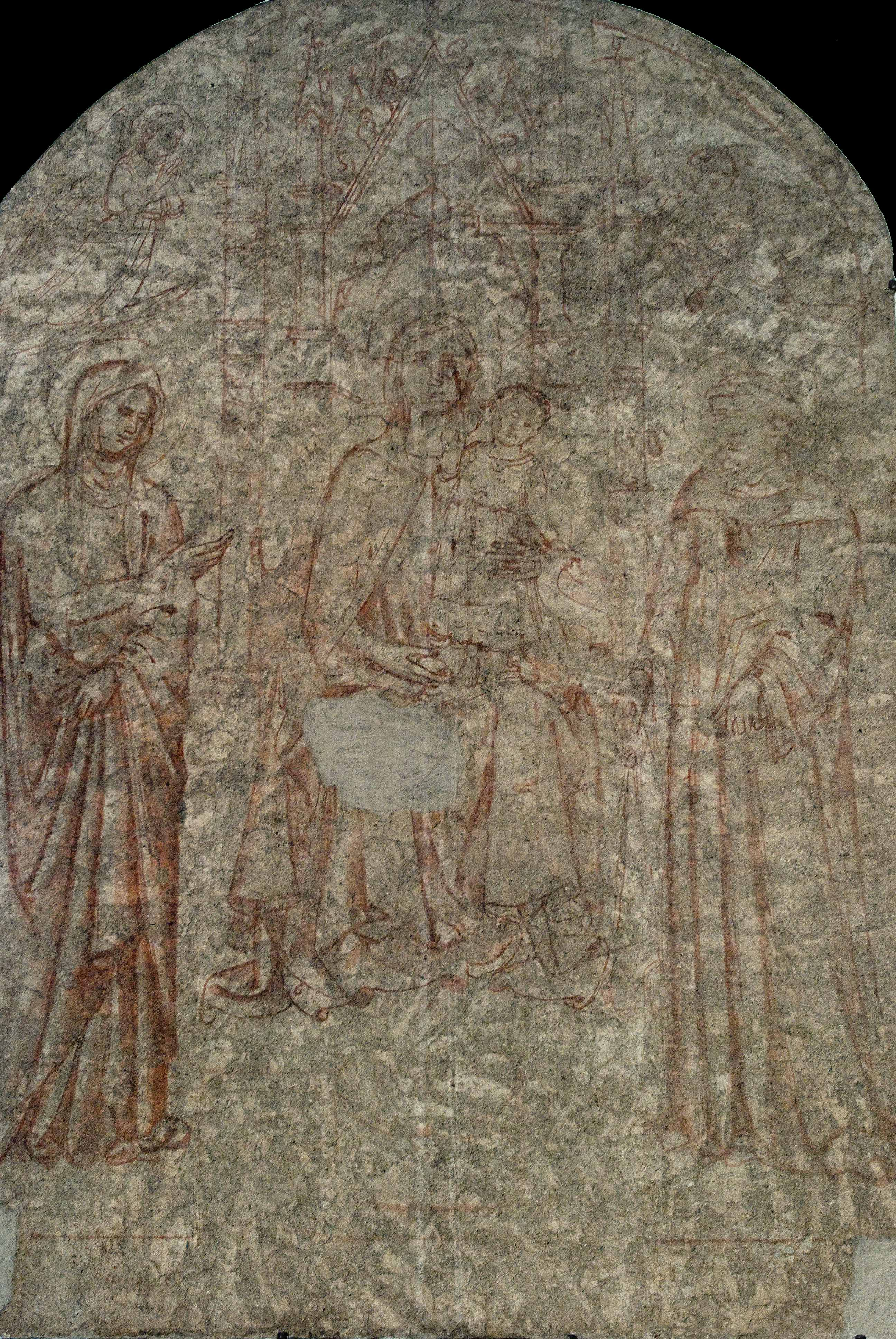
De sinopia, in dit geval met de betekenis van onderschilderingvan een schilderij van de Madonna en Kind door de Meester van de Grigg Kruisiging

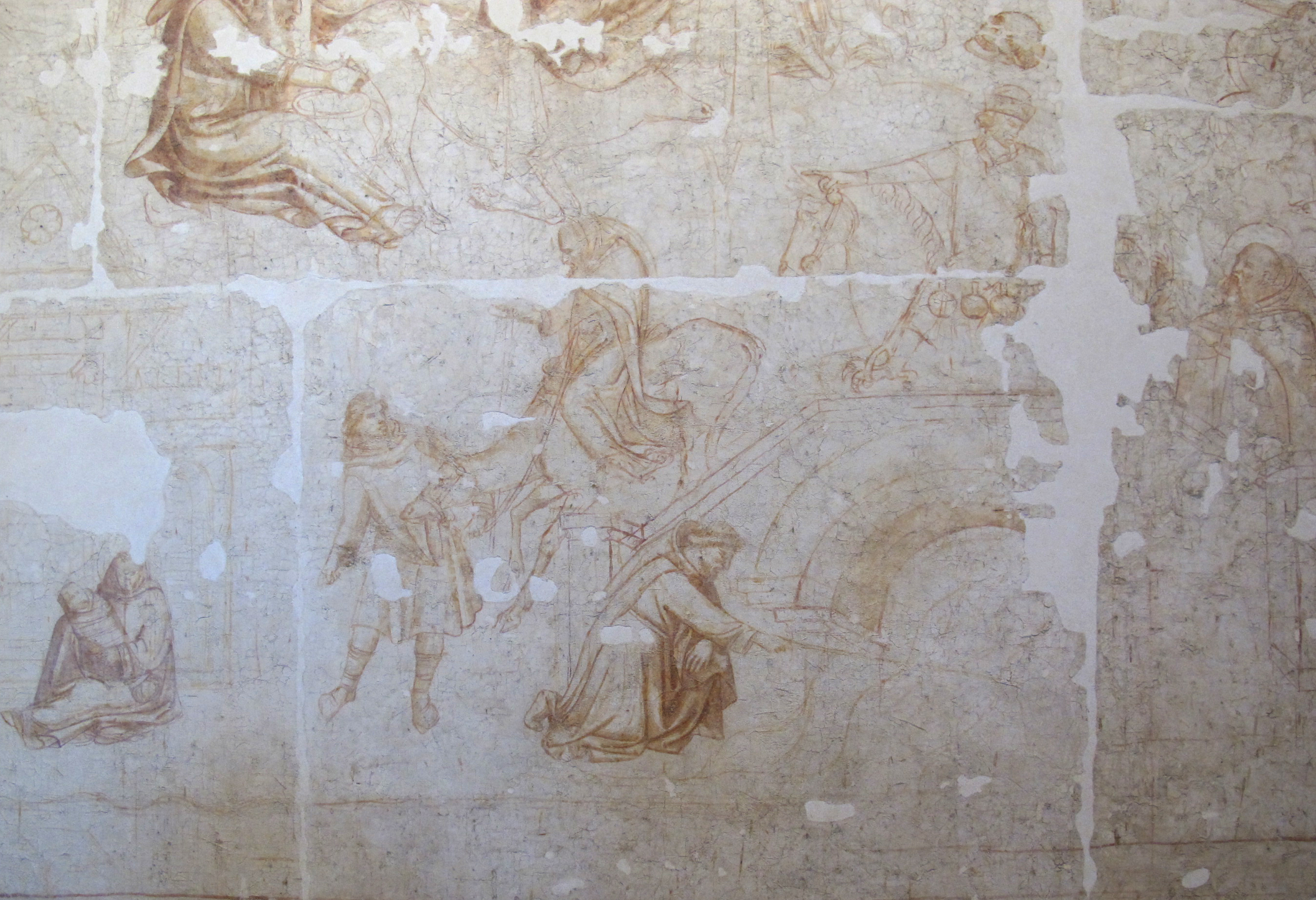
Een sinopia voor een fresco van Buonamico Buffalmacco (1290-1341), in het Museum van Sinopie in Pisa

Sinopia (genoemd naar de Turkse stad Sinop) is een donker roodbruine aardkleur. De rode kleur is afkomstig van hematiet. Het pigment werd veel gebruikt in de klassieke oudheid en in de middeleeuwen. Tijdens de renaissance werd het vaak gebruikt op eerste pleisterlaag voor een fresco, om daar een ondertekening op aan te brengen. Het woord kan zowel worden gebruikt voor het pigment als voor de ondertekening zelf.
Sinopia is nog steeds een kleuraanduiding in verschillende moderne kleursystemen.
In de renaissance werd de term "sinopia", "sinopel" of "sinoper" voor meerdere kleuren en tinten gebruikt. Zo is de heraldische kleur "sinopel" een groen. De roodbruine kleur had meerdere namen, zoals Venetiaans rood, Terra di Siena of Ocra rosso. De Italiaanse schilder en schrijver Cennino Cennini (ca. 1370 - ca. 1440) beschreef sinopia in zijn handboek over de schilderkunst, Il libro dell 'arte als volgt: "Een natuurlijk pigment dat sinoper, cinabrese of porfierrood wordt genoemd. Dit pigment heeft een schraal en droog karakter. Het is heel goed fijn te malen, bij langer malen wordt het steeds fijner. Het is goed bruikbaar op paneel en op muren, zowel in fresco als in secco."

## Sinopia pigment
Vanaf de oudheid en tijdens de renaissance werd Sinopia gedolven in Cappadocië. Het werd naar Europa geëxporteerd via de haven van Sinop, destijds een Griekse kolonie aan de Zwarte Zee. Het pigment werd gewaardeerd om zijn kwaliteit en het originele product was gemerkt met een zegel om de authenticiteit aan te tonen. De naam wordt het eerst vermeld door Vitruvius en Plinius de Oudere. Bij Sinop monden nog steeds verschillende rivieren in de Zwarte Zee uit die slib afvoeren waarvan de kwartsdeeltjes door inclusies van hematiet dieprood gekleurd zijn. Het is waarschijnlijk dat het pigment daaruit gewonnen werd maar de Romeinse auteurs meenden dat het rood afkomstig was van vulkanen. Ze beschrijven het pigment als een zeer helder rood, meer verzadigd zelfs dan vermiljoen; de kwaliteit van vermiljoen zou volgens Strabo zelfs afgemeten zijn aan de mate waarin het sinopia benaderde.

## Sinopia bij fresco's
Sinopia werd in de renaissance vaak gebruikt om de voorbereidende tekening voor de fresco's rechtstreeks op de muur aan te brengen, op de egalisatielaag of op de arriccio. Deze tekeningen werd bekend als sinopie, het Italiaanse meervoud van sinopia. Veel van deze tekeningen zijn ontdekt en hersteld, en worden tentoongesteld in het Museo delle Sinopie in Pisa.
Cennino Cennini heeft in detail beschreven hoe de sinopia werd gemaakt en gebruikt. Om te beginnen bedekt de kunstenaar een muur met een ruw laagje gips. Wanneer het droog is, maakte hij zijn eerste schets in houtskool. Vervolgens borstelt hij het meeste houtskool weg en schildert met een klein, puntig penseel en okerpigment "zo dun als water" de figuren in lichte tinten. Vervolgens gebruikte hij sinopia, ook alleen in water opgelost, de neus, de ogen, het haar en de accenten en contouren van de figuren in de juiste proporties.
Als de ondertekening klaar was bracht de kunstenaar een nieuwe dunne laag natte gips aan, net genoeg om in één dag af te werken (de giornata). Terwijl het gips nog nat was, vulde hij de onderschildering met de definitieve kleuren.